# Bolemoreus frenatus
Bolemoreus frenatus (лат.) — вид воробьиных птиц из семейства медососовых. Подвидов не выделяют.

## Таксономия
Первоначально вид был описан под именем Ptilotis frenata. Ранее эти птицы считались конспецифичными с Bolemoreus hindwoodi.

## Распространение
Эндемики северо-восточной части Квинсленда (Австралия).

## Описание
Длина тела 20—22 см. Верхняя часть тела тёмно-серо-коричневая, нижняя более светлая. Под и за глазами имеется небольшой оранжевый участок. На крыльях имеются тёмно-жёлто-зелёные перья. Радужные оболочки голубовато-серые. Кончик клюва чёрный, четко отделенный от ярко-желтого основания.
Оперение самцов и самок одинаковое, при этом самцы крупнее.

## Биология
Рацион включает насекомых, нектар и фрукты. В кладке обычно 2 яйца.